# Куп СР Југославије у рагбију 1995.
Куп СР Југославије у рагбију 1995. је било 3. издање Купа Савезне Републике Југославије у рагбију. 
Трофеј је освојио Партизан.
| Освајач купа Југославије у рагбију 1995. |
| ---------------------------------------- |
| Рагби клуб Партизан 5. трофеј            |